# 楊子江 (台灣)
楊子江，曾任財政部政務次長。美國伊利諾大學企管研究所碩士，國立政治大學企管研究所博士。

## 小記
畢業於新北市私立天主教耶穌會徐匯高中，先後就讀政治大學外交系及企管系畢業。前往美國讀取MBA學位。1987年取得政大企管博士學位。經歷過中華開發工業銀行總經理，、行政院政務顧問、行政院開發基金執行祕書、和財政部政務次長兼台灣銀行董事長等相關職務。後續擔任過新加坡星展銀行（台灣）獨立董事，南山人壽董事、證交所公益董事、華碩電腦、和碩、世界先進半導體、友達光電董事等職。也曾於政治大學及交通大學任教。

## 經歷
- 開發金控副總經理
- 中聯信託副董事長
- 國立政治大學企管研究所及交通大學科管所兼任副教授
- 行政院開發基金執行秘書
- 財政部次長兼台灣銀行董事長
- 中華開發工業銀行總經理
- 匯宏顧問股份有限公司董事長及匯揚創投總經理
- 證交所公益董事
- 華碩電腦及和碩董事